# Borneacanthus
Borneacanthus es un género de plantas con flores perteneciente a la familia Acanthaceae. El género tiene 6 especies de hierbas.

## Taxonomía
El género fue descrito por Cornelis Eliza Bertus Bremekamp y publicado en Blumea 10: 156. 1960. La especie tipo es: Borneacanthus grandifolius Bremek. 

## Especies deBorneacanthus
- Borneacanthus angustifolius
- Borneacanthus grandifolius
- Borneacanthus mesargyreus
- Borneacanthus paniculatus
- Borneacanthus parvus
- Borneacanthus stenosthyrsus